# Новые Смолеговицы
Новые Смолеговицы — деревня в Большеврудском сельском поселении Волосовского района Ленинградской области.

## История
Упоминается на карте Санкт-Петербургской губернии Ф. Ф. Шуберта 1834 года как деревня Новые Смолеговицы, состоящая из 20 крестьянских дворов. К югу от деревни отмечена мыза Смолеговицы помещика Жеребцова.

ДОБРАЯ ПОЖНЯ или СМОЛЕКОВИЦЫ — деревня принадлежит гвардии штаб-ротмистру Норду, число жителей по ревизии: 63 м. п., 73 ж. п. (1838 год)

На карте Ф. Ф. Шуберта 1844 года отмечена деревня Новые Смолеговицы из 20 дворов.

СМОЛЕГОВИЦЫ — деревня коллежского секретаря Павловича, 10 вёрст почтовой, а остальное по просёлочной дороге, число дворов — 21, число душ — 39 м. п. (1856 год)

НОВЫЕ СМОЛЕГОВИЦЫ — деревня, число жителей по X-ой ревизии 1857 года: 46 м. п., 54 ж. п., всего 100 чел.

СМОЛЕГОВИЦЫ (СЕЛЬЦО ГОРИЩЕ) — мыза владельческая при колодце, по левую сторону 1-й Самерской дороги, число дворов — 2, число жителей: 5 м. п., 7 ж. п.;

СМОЛЕГОВИЦЫ НОВЫЕ — деревня владельческая при колодце, по левую сторону 1-й Самерской дороги, число дворов — 23, число жителей: 77 м. п., 89 ж. п. (1862 год)

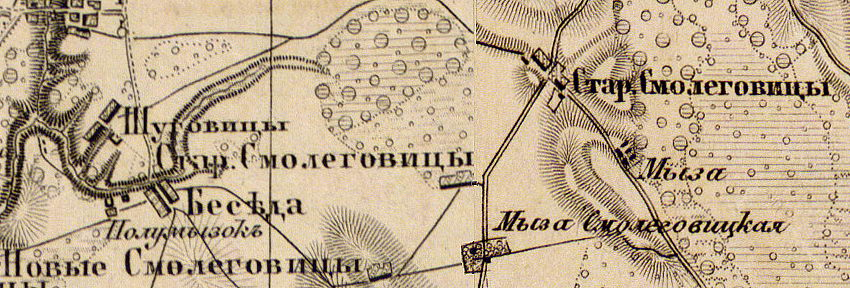
Деревня Новые Смолеговицы на карте 1863 года

НОВЫЕ СМОЛЕГОВИЦЫ — деревня, по земской переписи 1882 года: семей — 26, в них 72 м. п., 86 ж. п., всего 158 чел.

Согласно материалам по статистике народного хозяйства Ямбургского уезда 1887 года мызы Мануйлово и Смолеговицы площадью 5778 десятин принадлежали дворянину М. Я. Павловичу, мызы были приобретены до 1868 года.

НОВЫЕ СМОЛЕГОВИЦЫ — деревня, число хозяйств по земской переписи 1899 года — 21, число жителей: 53 м. п., 66 ж. п., всего 119 чел.;
 разряд крестьян: бывшие владельческие; народность: русская — 86 чел., финская — 33 чел.

В конце XIX — начале XX века деревня административно относилась к Ястребинской волости 1-го стана Ямбургского уезда Санкт-Петербургской губернии. 
В 1904 году на хуторах близ деревни проживали 37 эстонских переселенцев. Население деревни было смешанным — русско-эстонским.
По данным «Памятной книжки Санкт-Петербургской губернии» за 1905 год мызой Смолеговицы площадью 5355 десятин владел дворянин Семён Михайлович Павлов, ему же принадлежала и мыза Мануйлово.

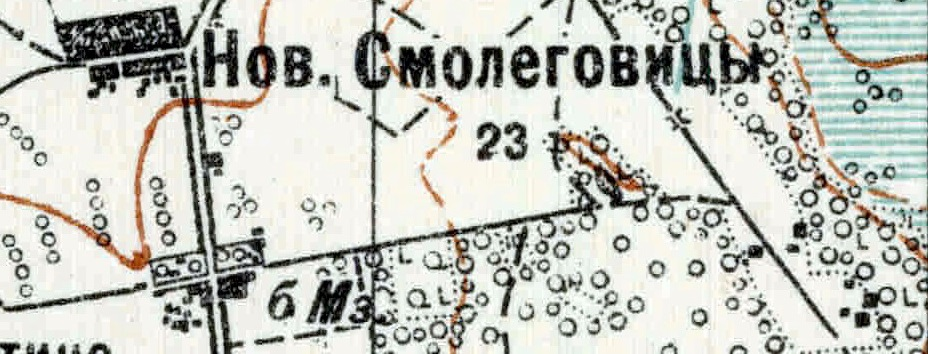
Деревня Новые Смолеговицы на карте 1915 года

В 1917 году деревня Новые Смолеговицы входила в состав Яблоницкой волости Ямбургского уезда.
С 1917 по 1927 год деревня Новые Смолеговицы входила в состав Молосковицкой волости Кингисеппского уезда.
Согласно данным переписи населения СССР 1926 года в деревне Смолеговицы Новые Смолеговицкого сельсовета проживали 135 человек, большинство русские, а также финны; в соседнем посёлке Смолеговицы Новые — 112 человек, большинство эстонцы, а также русские.
С августа 1927 года в составе Молосковицкого района.

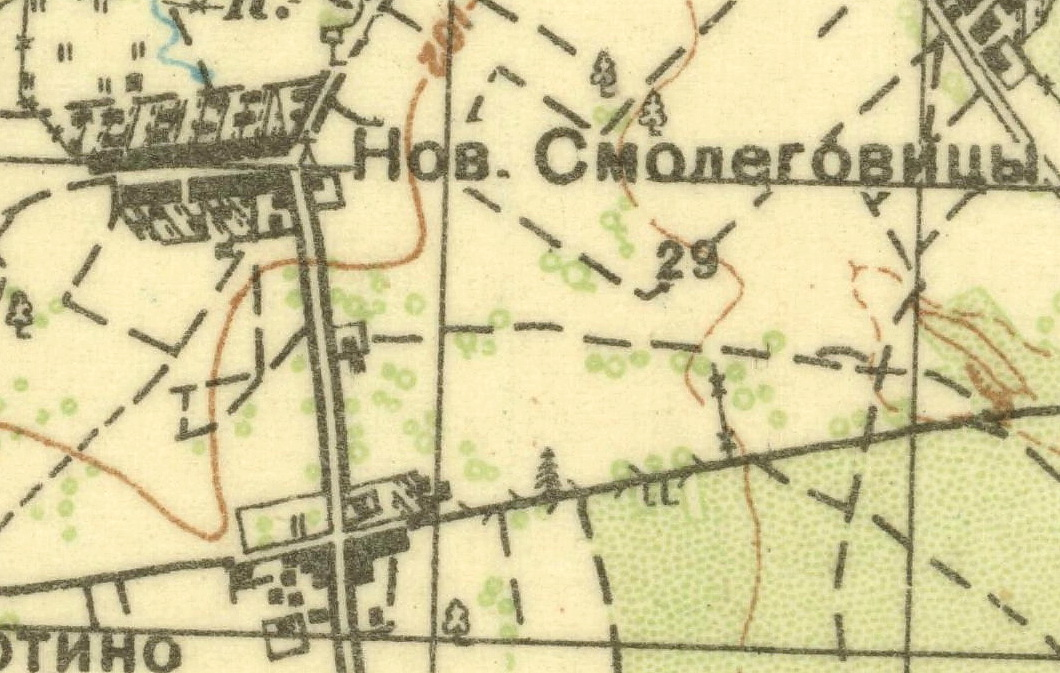
Деревня Новые Смолеговицы на карте 1930 года

С 1930 года в составе Молосковицкого сельсовета. Согласно топографической карте 1930 года деревня насчитывала 29 дворов.
С 1931 года вновь в составе Смолеговицкого сельсовета, но Волосовского района.
По данным 1933 года деревня Новые Смолеговицы входила в состав Смолеговицкого эстонского национального сельсовета Волосовского района.
С 1937 года вновь в составе Молосковицкого сельсовета.
Деревня была освобождена от немецко-фашистских оккупантов 30 января 1944 года.
С 1963 года в составе Кингисеппского района.
С 1965 года вновь в составе Волосовского района.
По данным 1966 года деревня Новые Смолеговицы также находилась в составе Молосковицкого сельсовета.
По данным 1973 и 1990 годов деревня Новые Смолеговицы находилась в составе Остроговицкого сельсовета.
В 1997 году в деревне Новые Смолеговицы проживали 56 человек, деревня относилась к Остроговицкой волости, в 2002 году — 78 человек (русские — 81 %), в 2007 году — 56 человек.
В мае 2019 года деревня вошла в состав Большеврудского сельского поселения.

## География
Деревня расположена в западной части района на автодороге 41К-047 (Молосковицы — Кряково).
Расстояние до административного центра поселения — 5 км.
Расстояние до ближайшей железнодорожной станции Молосковицы — 4 км.

## Демография
| 1862 | 2002 | 2007 | 2010 | 2017 |
| ---- | ---- | ---- | ---- | ---- |
| 178  | ↘78  | ↘56  | ↗70  | ↗79  |

### Национальный состав
Согласно данным Всероссийской переписи населения 2021 года в деревне проживали 63 человека, все русские.